# 雅州直隸州
雅州直隸州，明代和清代設置的直隶州。
洪武四年（1371年），改雅州直屬四川行省，省百丈縣（元朝雅州屬縣，洪武四年廢。治在今名山縣東北百丈鎮）和附郭的嚴道縣，州只領滎經縣、名山縣2縣。洪武六年（1373年），置蘆山縣。洪武十年至十三年十一月名山縣一度被廢。雅州及嚴道縣治在今雅安市。
清朝雍正七年（1729年），升雅州府，撫民同知駐靖西關地，在哲孟雄之北，為亞東出入要路。有商埠。以其地增置雅安縣。